# Deltote marginata
Deltote marginata is een vlinder uit de familie van de uilen (Noctuidae). De wetenschappelijke naam van deze soort is voor het eerst voorgesteld als Earias marginata door Francis Walker in een publicatie uit 1866.
De soort komt voor in India, Nepal, China (waaronder Hongkong) en Indonesië (Java).